# Marikina

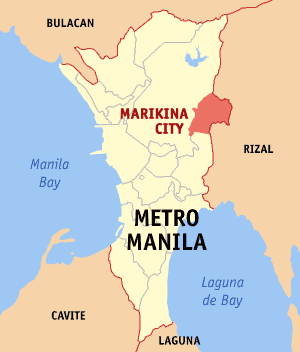
Marikinas läge i Metro Manila.

Marikina (officiellt City of Marikina) är en stad på ön Luzon i Filippinerna. Den är en förort till Manila och ligger i Metro Manila. Marikina har 391 170 invånare (folkräkning 1 maj 2000).
Staden är indelad i 16 smådistrikt, barangayer, varav samtliga är klassificerade som tätortsdistrikt.